# Die Perser
Die Perser (altgriechisch Πέρσαι Persai) ist eine der großen Tragödien des griechischen Dichters Aischylos. Uraufgeführt im Jahre 472 v. Chr., gilt das Stück als das älteste erhaltene Drama der Welt. Die Perser behandelt den Untergang der persischen Flotte in der Seeschlacht von Salamis aus der fiktiven Sicht des persischen Königshofes.

## Inhaltsangabe
Das Stück beginnt mit einem Monolog des Chorführers, der als Vertreter der persischen Edelleute ausführlich erzählt, wie sich das gewaltige Heer des Perserkönigs Xerxes I. auf den Weg nach Griechenland macht, um die Niederlage seines Vaters Darius I. bei Marathon zu sühnen und die griechischen Städte seinem Reich anzuschließen. Darauf fällt der restliche Chor ein und führt die Erzählung weiter, berichtet dabei nicht nur von ersten Siegen, sondern auch von der Unterjochung des Meeres selbst – gemeint ist der Bau einer Brücke über den Hellespont, der die Erdteile Asien und Europa voneinander trennt. Doch auch die Sorge der einsam leidenden Perserfrauen um ihre in den Krieg gezogenen Männer bleibt nicht unerwähnt.
Nun tritt die Königinmutter Atossa auf, Frau des verstorbenen Darius, die den versammelten Chor der Edelleute um Rat bittet. In einem Traum hat sie zwei Schwestern gleichen Stammes gesehen, die eine in persischem, die andere in griechischem Gewand, die bald in Streit und Zank gerieten. Xerxes versuchte, sie zu besänftigen und den Streit zu schlichten, indem er beide unter einem Joch vor seinen Wagen spannte. Doch wo die eine dieses willig annahm, zerriss die andere ihre Bande und schleifte den Wagen zügellos davon. Dadurch stürzte Xerxes unter den Augen seines Vaters vom Wagen. Dessen gewahr geworden, zerriss er aus Scham seine Kleider.
Als Atossa daraufhin den Göttern opfern will, um mögliches Leid von ihrem Sohn abzuwenden, erblickt sie einen Adler, der vergeblich versucht, sich am Altar vor dem angreifenden Habicht in Sicherheit zu bringen, und sich diesem dann willenlos preisgibt.
Nach dem Rat der Chorherren, in Demut vor die Götter zu treten, entspinnt sich ein Zwiegespräch zwischen Atossa und dem Chor, in dem Atossa ihn über Athen und seine Gebräuche befragt. Auf die Mitteilung, Athen habe keinen Gebieter, reagiert sie mit Unverständnis.
Nun tritt ein Bote auf, der – kommentiert vom Wehklagen des Chores und später im Gespräch mit Atossa – ausführlich vom schmachvollen Untergang der persischen Flotte erzählt, den allein Xerxes mit wenigen Getreuen überlebt hat. Nach seinem und Atossas Abgang bricht der Chor abermals in Wehklagen aus, weist auf die unzähligen von bitterem Leid getroffenen Mütter hin, die jung verheirateten Frauen, die nun Witwen sind – aber auch auf den Verlust der Schiffe und die schmachvolle Flucht des Herrschers. Selbst in Asien verweigern die Völker nun die Tribute.
Atossa kehrt schlicht gekleidet zurück, um mit Unterstützung des Chors ihren toten Gemahl Darius heraufzubeschwören. Diesem ist es für kurze Zeit gestattet, von den Toten zurückzukehren. Im Gespräch mit Atossa prangert er den Frevel des Xerxes an, der mit dem Brückenschlag am heiligen Hellespont das Meer mit Ketten fesseln wollte und so vermessen den Gott Poseidon selbst herausgefordert habe. Aber auch die gotteslästerlichen wüsten Zerstörungen der Heiligtümer und den Raub der Götterbilder beklagt er als Taten des Hochmuts, der noch durch schlimmes Leid zu büßen sein werde. Mit der Bitte, seinen Sohn dennoch eines Königs würdig zu empfangen, versinkt er wieder im Boden.
Nach einem Loblied des Chors auf den weisen Darius, der mit Einsicht und Klugheit regierte, tritt endlich Xerxes selbst auf, in zerrissenen Kleidern und mit einem leeren Köcher in der Hand. Sein Schicksal beklagend und mit sich selbst hadernd, nähert er sich dem Chor, der ihm vorwirft, dass er die Blüte seines Volkes in das Totenreich Hades hinab geschickt habe. Xerxes sieht sich durch einen Gott selbst besiegt und in bitterem Wehklagen zwischen ihm und dem Chor klingt das Stück aus.

## Aufbau des Stückes
Die Perser lässt sich in fünf Szenen unterteilen. Anfangs sind nur Chor und Chorführer auf der Bühne. Dann kommt Atossa hinzu. Sie führt einen langen Dialog mit dem Chorführer. Als der Bote kommt, führt Atossa mit ihm einen Dialog, der Chorführer schweigt. Erst als der Bote abgegangen ist, spricht der Chorführer wieder, zu Atossa. In der vierten Szene führt Atossa einen langen Dialog mit Dareios’ Geist, während der Chorführer schweigt, solange der Geist anwesend ist. In der letzten Szene, als Xerxes auftritt, sind nur noch Chor und Chorführer auf der Bühne.

## Werkgeschichte
Aischylos’ Werk „Die Perser“ beruht auf der historischen Niederlage des persischen Großkönigs Xerxes I. in der Seeschlacht von Salamis im Jahre 480 v. Chr., an der Aischylos selbst auf griechischer Seite teilnahm. Es basiert zudem stilistisch auf der Tragödie „Die Phönissen“ (= Die Phönizierinnen) von Phrynichos. Es wurde im Jahr 472 v. Chr. erstmals aufgeführt und bei den Dionysien mit dem ersten Preis ausgezeichnet. Zusammen mit den verlorengegangenen Tragödien Phineus und Glaukos Potnieus sowie dem Satyrspiel Prometheus Pyrkaios bildete es eine Tetralogie.
Die Tragödie Die Perser gilt trotz des offen zu Tage tretenden Stolzes über den errungenen Sieg als herausragendes Beispiel dafür, wie auch der im Triumph geschlagene Feind nicht herabgesetzt werden muss, sondern durch die kunstvolle Spiegelung der „Gegenseite“ inmitten der ganzen Tragik seiner Niederlage gesehen werden kann. Nicht das eigene Handeln, sondern die Taten der durch Frevel und Hybris erzürnten Götter entscheiden das Schicksal des tragischen Helden Xerxes, dessen Volk, die Perser, hier als Schwestervolk gesehen wird.

### Deutsche Übersetzungen
Eine bekannte Übertragung des Stoffes ins Deutsche stammt von Lion Feuchtwanger, die Annie Rosar am 23. März 1916 in München als Rezitation uraufführte. Daneben entstanden im 20. Jahrhundert viele weitere Übersetzungen, z. B. von Oskar Werner (1940), Ernst Buschor (1953), Mattias Braun (1961, Übersetzung und Bearbeitung), Dietrich Ebener (1976 u. ö.), Wolfgang Schadewaldt (1983) und G. Kelling (1993). Auf die dichterische, bühnenwirksame Version von Durs Grünbein (2001) folgte zuletzt wieder eine mehr philologische Übersetzung von Kurt Steinmann (2017). Die verbreitetste dürfte jedoch Emil Staigers Übersetzung aus Reclams Universalbibliothek sein. Eine aktuelle Übersetzung lieferte Peter Witzmann 1992 mit seiner Interlinearübersetzung. Diese wurde in einer Überarbeitung von Heiner Müller zum Gegenstand neuerer Aufführungen – unter anderem im Juni 2008 in Braunschweig im Rahmen des Festivals „Theaterformen“.
Eine weitere Bearbeitung fand der Stoff durch den Komponisten Klaus Lang, der ihn als Werk für Musiktheater arrangierte, das unter der Leitung von Paul Esterházy am 14. Juni 2003 am Theater Aachen uraufgeführt wurde. Wenige Tage später folgte die Musiktheater-Version von Frederic Rzewski in Bielefeld. Im Juli 2009 wiederholte Dimiter Gotscheff beim Epidauros Festival in Griechenland seine berühmte Perser-Aufführung aus dem Deutschen Theater von 2007.
Claudia Bosse inszenierte „Die Perser“ mit drei verschiedenen Konzepten und Architekturen in drei unterschiedlichen Städten: 2006 in Genf mit 180 Chorteilnehmern und vier Protagonisten, im selben Jahr in Wien mit zwölf Chorteilnehmern und drei Protagonisten, sowie 2008 in Braunschweig, wo der Chor aus 340 Personen bestand und sich gemeinsam mit vier Protagonisten und 230 Zuschauern die Bühne des Staatstheaters in Braunschweig teilten. Der Stoff war zudem Bestandteil von Claudia Bosses „2481 desaster zone“ im Oktober 2009 in Wien.
Marcus Lobbes inszenierte es im Oktober 2010 am Theater Dortmund; 2011 übernahm Karen Breece die Projektleitung mit einer Aufführung im Rahmen eines so genannten „Stadtraumprojekts“ der Münchner Kammerspiele in der ehemaligen Bayern-Kaserne in Freimann.

## Hörspielbearbeitungen
- 1961: Die Perser - Produktion: Bayerischer Rundfunk; Bearbeitung (Wort): Mattias Braun; Komposition: Karl von Feilitzsch; Regie: Friedrich Siems. Sprecher: Liselotte Schreiner, Friedrich Domin, Mario Adorf, Benno Sterzenbach, Rolf Boysen, Otto Brüggemann, Leo Bardischewski, Alois Maria Giani, Rolf Illig, Erich Neureuther und Fritz Strassner. Länge: 78’50.
- 2011: Hörspiel mit Hildegard Schmahl, Sylvana Krappatsch, Stefan Hunstein, Wolfgang Pregler, Nico Holonics u. a. Aus dem Griechischen von Durs Grünbein. Musik: Carl Oesterhelt, Salewski, Mathis Mayr. Regie: Johan Simons/Katja Langenbach. BR-Hörspiel und Medienkunst / Münchner Kammerspiele. Länge: 97’26.

## Belege
1. ↑  Witzmann auf den Seiten der TU Dresden (Memento vom 9. Mai 2010 im Internet Archive); theaterformen.de; die-perser.de
2. ↑  Formen von Musiktheater. Dissonance (Schweizerische Musikzeitschrift), abgerufen am 3. Dezember 2018.
3. ↑  Vermutlich als deutsche Erstaufführung des 1985 komponierten Stücks. – Frieder Reininghaus: ‚Perser‘-Boom in der Oper: Uraufführungen eines Musiktheaters von Klaus Lang in Aachen und von Frederic Rzewski in Bielefeld. Deutschlandfunk, 24. Juni 2003, abgerufen am 3. Dezember 2018.
4. ↑  Hartmut Krug: Die Perser – Dimiter Gotscheff inszeniert noch einmal Aischylos' Die Perser. Abgerufen am 13. Mai 2018.
5. ↑  theatercombinat : die perser/les perses. Abgerufen am 26. November 2019.
6. ↑  Stefan Bläske: 2481 desaster zone – Die Perser, Coriolan, Bambiland zur Ultimativtragödie gemixt. Abgerufen am 13. Mai 2018.
7. ↑  Sarah Heppekausen: Die Perser – Marcus Lobbes setzt Abbilder der westlichen Vorstellung in Szene. Abgerufen am 13. Mai 2018.
8. ↑  Sabine Leucht: Die Perser – Johan Simons lässt an den Münchner Kammerspielen Asylbewerber und Senioren auf Sandsäcken sitzen. Abgerufen am 13. Mai 2018.